# Pivoňka lékařská
Pivoňka lékařská (Paeonia officinalis) je léčivá rostlina z čeledi pivoňkovitých (Paeoniaceae).

## Popis
Dorůstá výšky 35 – 50 (60) cm. Stonek je v mládí huňatý, později olysává. Listy jsou trojčetné s hluboce dělenými laloky, segmenty eliptické až opakvejčité. Horní strana listu je lysá, spodní strana může být huňatá nebo u některých pěstovaných klonů lysá.
Květy (Ø 9–13 cm) bývají obvykle růžové, fialové až purpurově červené, nitky červené, pestíky 2 – 3 (hnědě) plstnaté. Zahradní odrůdy jsou často plnokvěté.

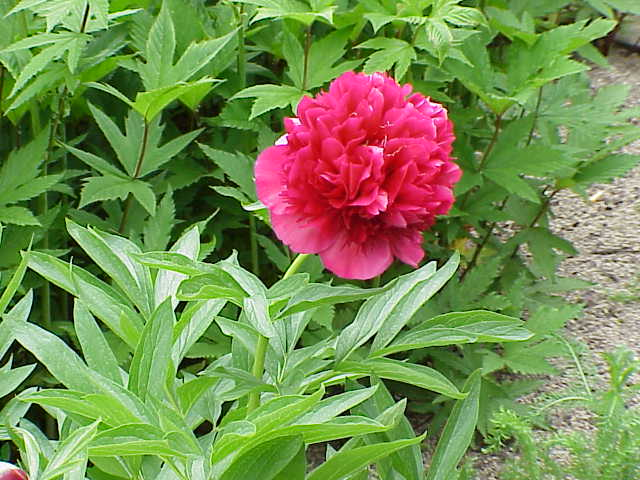
Zahradní plnokvětý kultivar pivoňky lékařské
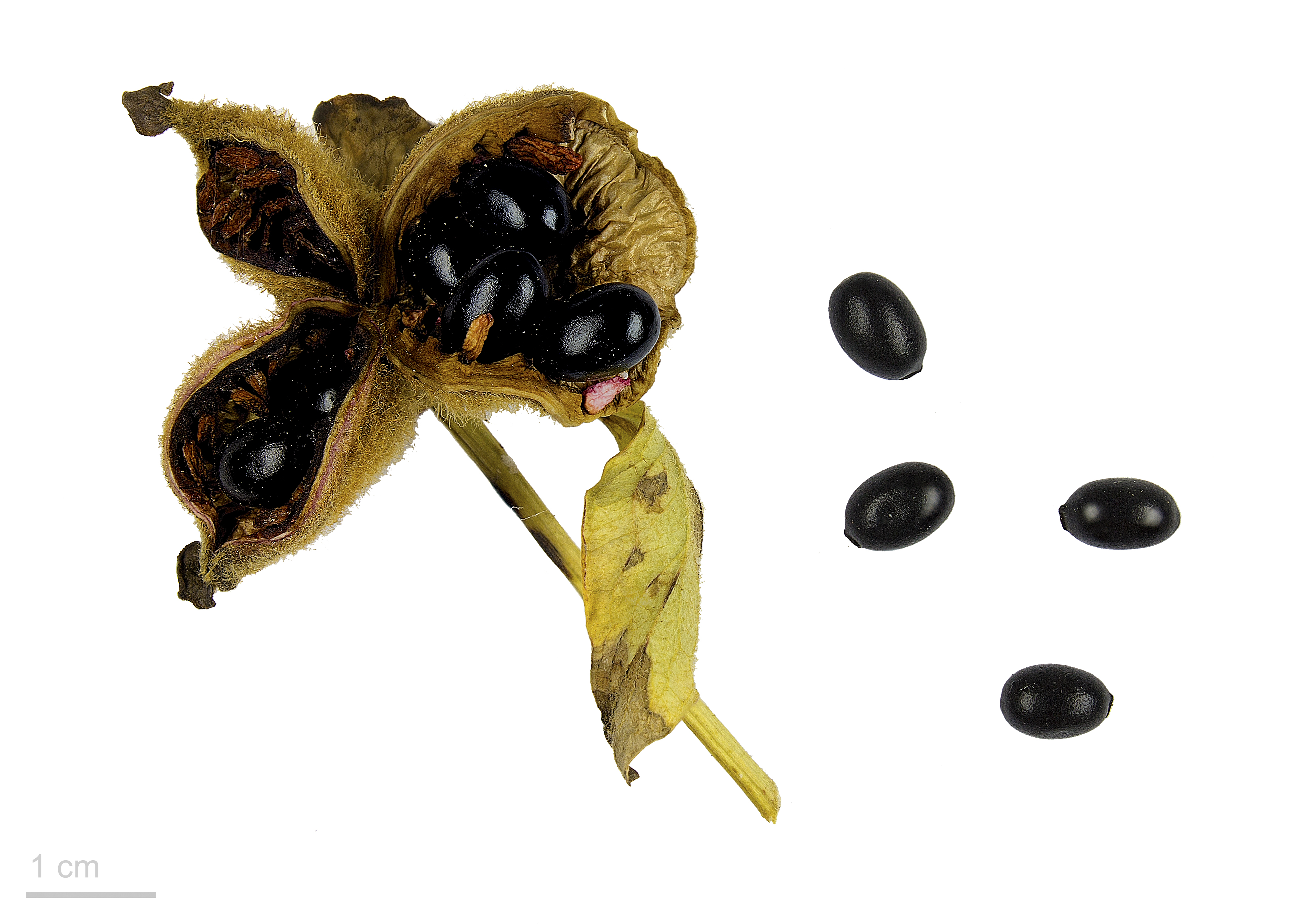
Suchý plod a semena pivoňky lékařské

## Rozšíření
Vyskytuje se v několika poddruzích v jižním Švýcarsku, Rakousku, Francii, Španělsku a na Istrijském poloostrově, Albánii, Chorvatsku a Itálii.

## Kultura
Pěstovala se jako okrasná a léčivá rostlina ve středověku. Plnokvěté kultivary byly známé již před rokem 1554. Do 19. století, před dovezením plnokvětých pivoněk z Číny, byla získána celá řada zahradních kultivarů. Zachovávají si časné kvetení, rozkvétají asi 14 dní před kultivary P. lactiflora. Tmavě červeně kvetoucí formy byly hojně využívány pro křížení s P. lactiflora (viz str.).
Běžněji se pěstují následující kultivary pivoňky lékařské:
- 'Alba Plena' – plná bílá, v poupěti slabě růžová
- 'Anemoniflora Rosea' – drobnější rostlina s červenými květy, japonská (= P. anemoniflora (Hook.) hort.
- 'Rosea Plena' – růžová, plná
- 'Rubra Plena' – velké, červené plné květy

V první polovině 20. století vznikají hybridní odrůdy mezi pivoňkou lékařskou a čínskou, které se vyznačují obvykle tmavě červeným květem a raným kvetením.

## Pěstování
Vhodné je pro ni umístění na slunném stanovišti, nejvýše v polostínu. Je náročná na živiny v půdě, půda má být lehká, neutrální. 
Velká kolekce pivoněk obsahující také odrůdy P. officinalis a jejích hybridů je v Botanické zahradě hl. m. Prahy a v Průhonické botanické zahradě.